# E-gold
E-gold byla digitální měna krytá zlatem, která fungovala v letech 1996 až 2013. Fungovala také jako platební systém. Měnu a platební systém provozovala v letech 1996 až 1999 společnost Gold & Silver Reserve Inc. se sídlem v Melbourne na Floridě, později společnost e-gold Ltd. se sídlem na ostrově Nevis. Mateřská G&SR od roku 1999 provozovala související směnárenské služby pod značkou OmniPay, systém byl však otevřený i pro třetí strany.
Platební systém podporoval také měny e-silver (stříbro), e-platinum (platina) a e-palladium (palladium). E-gold byl jedním z prvních platebních systémů, který uživatelům umožnil provádět složité globální finanční transakce mimo regulovaný bankovní systém. Byl také technicky progresivní. Z důvodu prakticky neexistujících KYC postupů a nevratnosti transakcí začal systém přitahovat nelegální či pololegální aktivity, ať už šlo o různé druhy finančních podvodů (Ponziho schémata, HYIP), obcházení mezinárodních sankcí, dětskou pornografii či drogy.
Zrod systému e-gold a následný soudní spor s americkými úřady pro používání systému k nelegálním aktivitám, který vedl k jeho zániku v roce 2008, byly historickými událostmi ve světě online plateb.

## Historie
E-gold založen v roce 1996 lékařem a libertariánem Douglasem Jacksonem a právníkem Barry K. Downeyem. Žádný z nich neměl zkušenosti z bankovnictví či s finančních trhem obecně. Jednalo se o první digitální zlatou měnu na světě. Systém byl technologicky progresivní, účet bylo možné ovládat přes mobilní telefon již v roce 1999, tedy před zrodem mobilního bankovnictví.
V roce 2001 měla služba 460 tis. účtů (z toho 150 tis. aktivních), za které bylo drženo 58 tis. trojských uncí zlata v hodnotě přes 19 mil. USD. V květnu 2008 měla tato služba více než pět milionů účtů a spravovala několik tun zlata.. Po zostření boje proti terorismu v USA po roce 2001, v důsledku přijetí Patriot Act a po přijetí nových definic převodce peněz se však systém E-gold stal cílem pro americké úřady.
V roce 2007 se stal systém objektem federální trestní žaloby, žalovány byly zúčastněné společnosti i jejich zakladatelé. Předmětem žaloby byly nelegální aktivity provozované v systému a to, že provozovatel těmto aktivitám dostatečně nebránil. V roce 2008 společnosti a jejich vedení přiznali vinu. Byli odsouzeni k pokutám a dalším trestům, nešlo však o tresty odnětí svobody, které jim také hrozily. Například zakladatel Douglas Jackson byl odsouzen k 300 hodinám veřejných prací, pokutě 200 USD a tříletému dohledu s půlrokem domácího vězení.
Zlato sloužící jako krytí zabaveno a rozprodáno. Část prostředků byla vrácena účastníkům systému, kteří byli úřadům schopni a ochotni prokázat jejich nezávadný původ, tyto výplaty probíhaly až to roku 2014. Z 86 mil. USD (hodnota zabavených cenných kovů) bylo takto vyplaceno asi 31 mil. USD, zbylých 56 mil. USD propadlo americkým úřadům.
Přes snahu společnosti E-gold Ltd a jejího zakladatele vyhovět předpisům pro zprostředkování peněžní směny a identifikace svých účastníků se systém E-gold již znovu nerozběhl.

## Krytí a rezervy
E-gold měl dle všeobecných smluvních podmínek udržovat minimálně 100 % hodnoty cirkulujících drahých kovů přímo v těchto drahých kovech. Ty byly nejprve uloženy v bezpečnostních schránkách banky v Melbourne, později u profesionálních třetích stran v různých státech.